# Tavaux
Tavaux é uma comuna francesa na região administrativa de Borgonha-Franco-Condado, no departamento de Jura. Estende-se por uma área de 13,86 km². Em 2010 a comuna tinha 4 034 habitantes (densidade: 291,1 hab./km²).